# Soulaines-Dhuys
Soulaines-Dhuys település Franciaországban, Aube megyében. Lakosainak száma 419 fő (2022. január 1.). Soulaines-Dhuys La Chaise, Épothémont, Fuligny, Morvilliers, Thil, La Ville-aux-Bois, Ville-sur-Terre, Ceffonds és Trémilly községekkel határos.

## Népesség
A település népessége az elmúlt években az alábbi módon változott:
| Lakosok száma | 311  | 253  | 267  | 292  | 329  | 417  | 413  | 417  | 419  | 419  |
|               | 1968 | 1982 | 1999 | 2006 | 2011 | 2015 | 2017 | 2018 | 2020 | 2022 |